# Rauchschutztür
Eine Rauchschutztür ist ein Türelement mit selbstschließendem Türflügel und rauchdichten Lippendichtungen. Ziel ist, im Brandfall die Verbreitung von lebensbedrohenden Rauchgasen in Gebäuden zu verhindern. Davon zu unterscheiden sind einerseits Feuerschutzabschlüsse nach DIN 4102 Teil 2, anderseits sog. dichtschließende Türen.
Als sogenanntes nicht geregeltes Bauprodukt bedarf das Türelement in Deutschland eines Verwendbarkeitsnachweises in Form einer allgemeinen bauaufsichtlichen Zulassung (abZ), eines allgemeinen bauaufsichtlichen Prüfzeugnisses (abP) oder einer Zustimmung im Einzelfall (ZiE).

## Begriffe und Anforderungen
Begriffe und Anforderungen für Rauchschutztüren (RS) sind in der DIN 18095 Teil 1 festgelegt. Die DIN 18095 ist in den meisten Bundesländern bauaufsichtlich eingeführt und damit geltendes Baurecht.
Rauchschutztüren (RS) nach der Norm DIN 18095 sind selbstschließende Türen, die dazu bestimmt sind, im eingebauten und geschlossenen Zustand den Durchtritt von Rauch zu behindern. Ihre Leckrate darf nicht größer sein als 20 m³/h bei einflügeligen und 30 m³/h bei zweiflügeligen Türen. Geprüft wird mit kalter sowie mit auf 200 °C erhitzter Luft bei einem Überdruck von 50 Pascal. Bezogen auf eine Zeitspanne von 10 Minuten wird dies für die Rettung bei einem Entstehungsbrand mit beginnender Verrauchung als ausreichend angesehen.
Ebenso wie Feuerschutztüren wird bei Rauchschutztüren eine Prüfung auf Dauerfunktionstüchtigkeit nach DIN EN 1191 (bzw. ehemals nach DIN 4102 Teil 18) vorgenommen, indem sie 200.000 mal geöffnet und durch das Schließsystem der Tür („Türschließer“) wieder geschlossen werden. Zugleich wird der Anschluss der Zargenart an verschiedene Wandsysteme überprüft.
Die Anforderungen der DIN 18095 werden durch die harmonisierte europäische DIN EN 1363-1/-3 ergänzt.

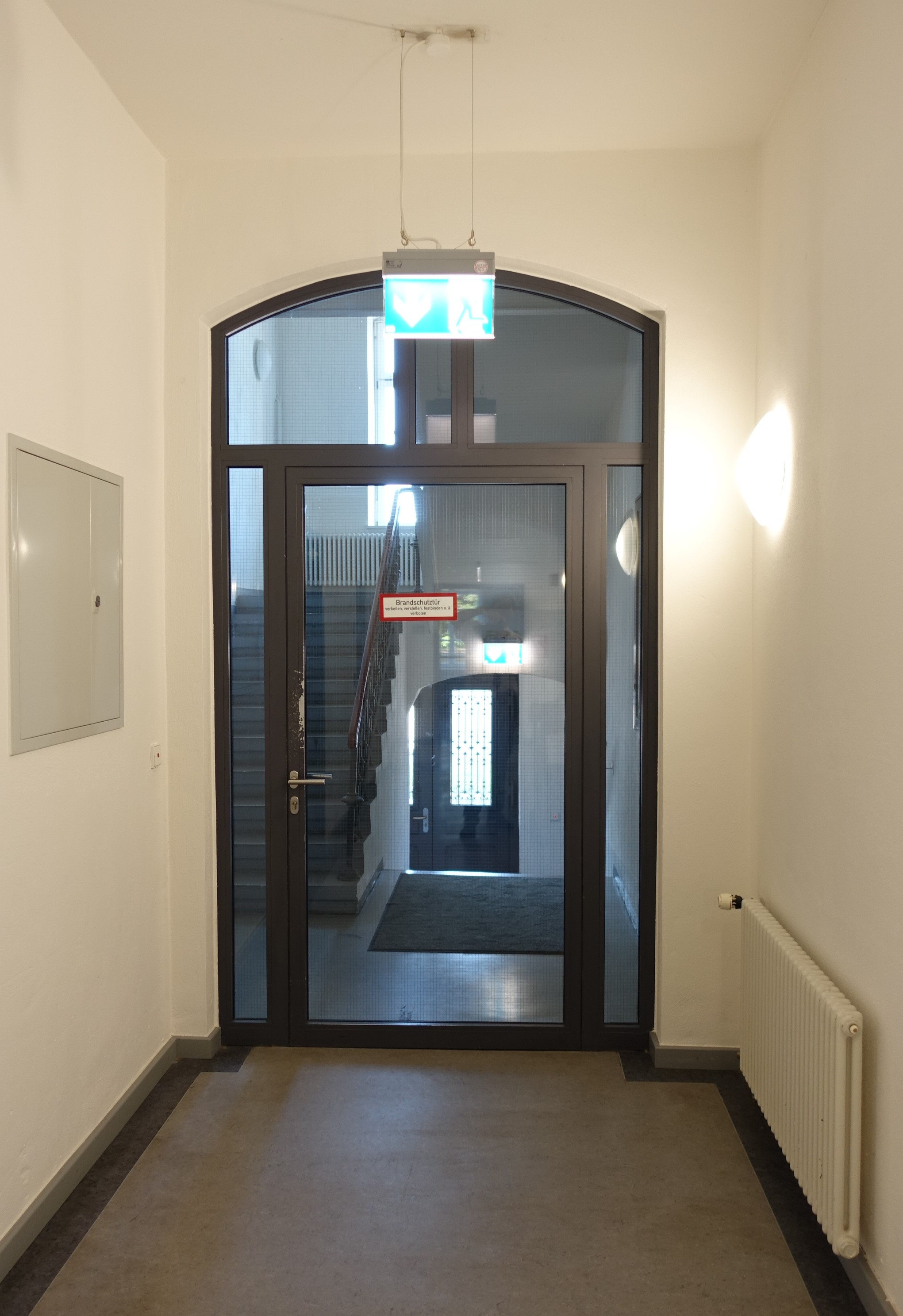
RS-Tür aus Metall in einem historischen Gebäude (Typ Jansen, BJ 1998)

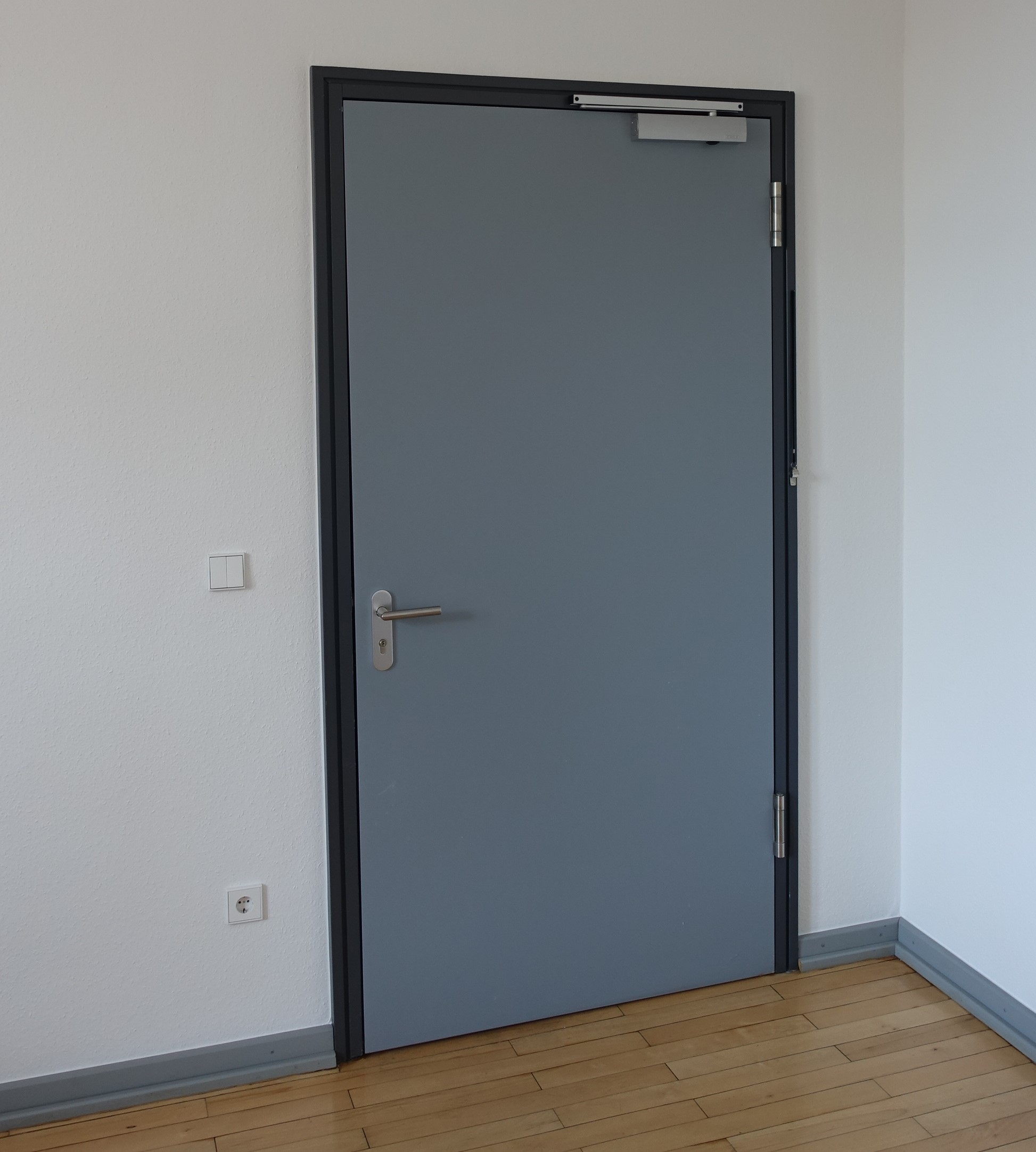
Vollholz-Modell mit allseitig umlaufender Dichtung und Obertürschließer

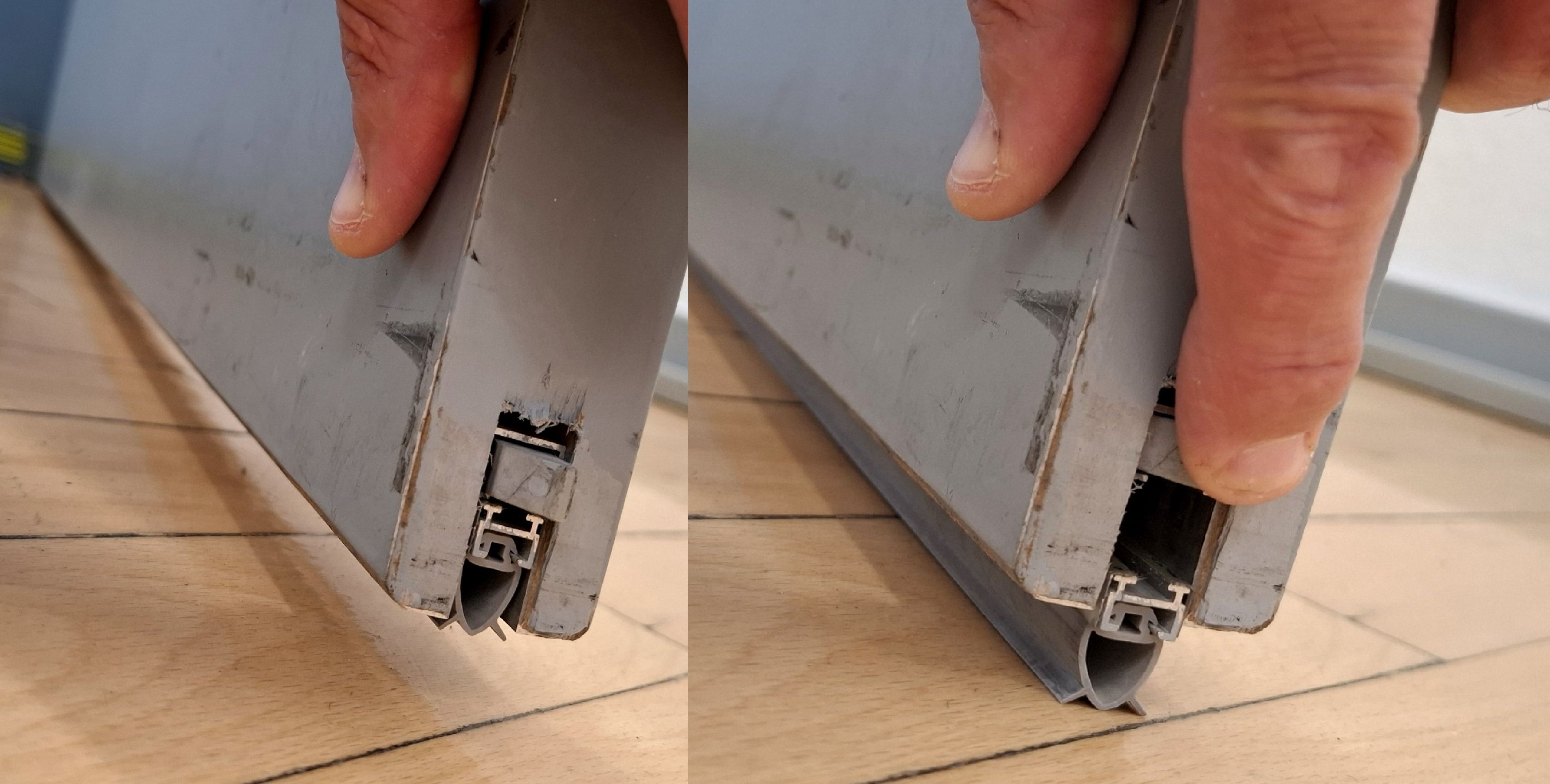
Funktionsprüfung der Absenkdichtung

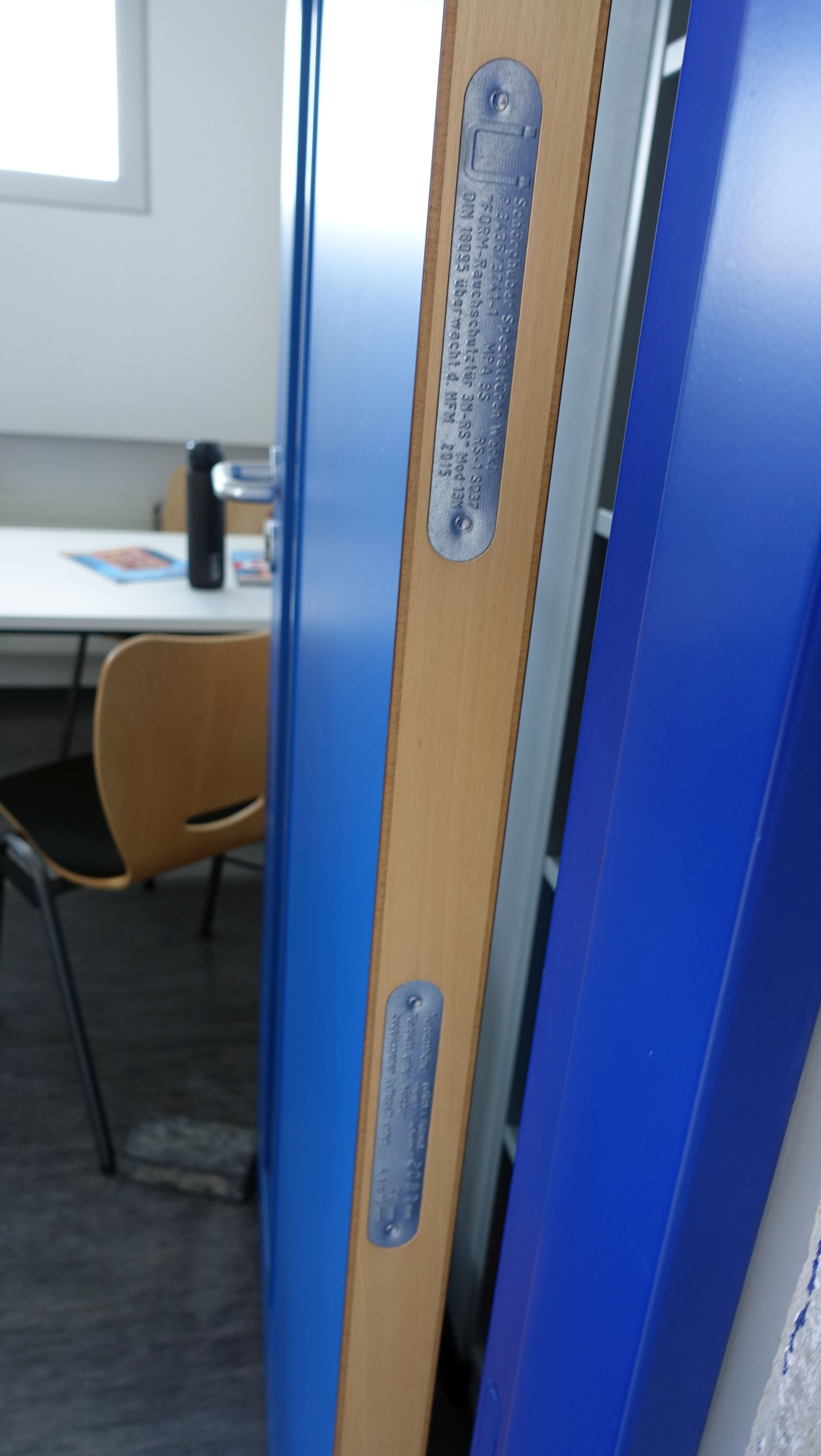
RS-Tür aus Holz (Typ Schörghuber)

Die Leistungseigenschaft rauchdichter Abschlüsse S200 nach DIN EN 13501-2 erfordert nach DIN EN 1634-3 und DIN 18095-3 die Begrenzung der Leckage des gesamten Systems auf 50 m³/h bei Raumtemperatur (RT) bis 200 °C und 50 Pa Unter- oder Überdruck.
Die Leistungseigenschaft rauchdichter Abschlüsse Sa nach DIN EN 13501-2 erfordert nach DIN EN 1634-3 und DIN 18095-3 die Begrenzung der Leckage auf 3 m³/h je laufendem Meter Fugenlänge (ohne Bodenabdichtung) bei Raumtemperatur (RT) und 25 Pa Unter- oder Überdruck.
Die Leistungseigenschaft Raumabschluss E nach DIN EN 13501-2 erfordert nach DIN EN 1634-1 den Widerstand gegen das Feuer, so dass ein Durchtritt von Flammen oder heißen Gasen verhindert wird (das Schutzziel EI kann nicht durch eine brandlastfreie Zone vor oder hinter dem Feuerschutzabschluss erreicht werden, sondern ist für den Feuerschutzabschluss selber nach Norm zu bewerten).

## Einsatz
Rauchschutztüren (RS-Türen) müssen dort eingebaut werden, wo sie nach bauaufsichtlichen Vorschriften bzw. bauaufsichtlich bestätigtem Brandschutzkonzept gefordert werden. Dazu Beispiele anhand der Musterbauordnung – MBO 2002:
- § 35 Abs. 3 S. 3 Nr. 3 MBO: Sofern der Ausgang eines notwendigen Treppenraumes nicht unmittelbar ins Freie führt, muss der Raum zwischen dem notwendigen Treppenraum und dem Ausgang ins Freie [...] rauchdichte und selbstschließende Abschlüsse zu notwendigen Fluren haben.
- § 35 Abs. 6 S. 1 Nr. 1 MBO: In notwendigen Treppenräumen müssen Öffnungen zu Kellergeschossen, zu nicht ausgebauten Dachräumen, Werkstätten, Läden, Lager- und ähnlichen Räumen sowie zu sonstigen Räumen und Nutzungseinheiten mit einer Fläche von mehr als 200 m², ausgenommen Wohnungen, mindestens feuerhemmende, rauchdichte und selbstschließende Abschlüsse haben.
- § 35 Abs. 6 S. 1 Nr. 2 MBO: In notwendigen Treppenräumen müssen Öffnungen zu notwendigen Fluren rauchdichte und selbstschließende Abschlüsse haben.
- § 36 Abs. 3 S. 1 MBO: Notwendige Flure sind durch nichtabschließbare, rauchdichte und selbstschließende Abschlüsse in Rauchabschnitte zu unterteilen.

In Fällen, in denen eine Raumtrennung sowohl durch eine Rauchschutztür (RS-Tür) nach DIN 18095 Teil 1 wie auch durch einen Feuerschutzabschluss nach DIN 4102 Teil 5 erfolgen muss, kann ein Türelement Verwendung finden, das beide Anforderungen erfüllt, also eine Brandschutztür/Feuerschutztür mit Rauchschutzfunktion.
Rauchschutztüren sind zu unterscheiden von dichtschließenden Türen. 

Für dichtschließende Türen gelten geringere Anforderungen. Sie werden beispielsweise nach der Musterbauordnung – MBO 2002 in diesen Fällen gefordert:
- § 29 Abs. 5 MBO: Öffnungen in Trennwänden [1) zwischen Nutzungseinheiten sowie zwischen Nutzungseinheiten und anders genutzten Räumen, ausgenommen notwendigen Fluren; 2) zum Abschluss von Räumen mit Explosions- oder erhöhter Brandgefahr; 3) zwischen Aufenthaltsräumen und anders genutzten Räumen im Kellergeschoss] müssen feuerhemmende, dicht- und selbstschließende Abschlüsse haben. (gilt nicht für Wohngebäude der Gebäudeklassen 1 und 2)
- § 30 Abs. 8 S. 2 MBO: Öffnungen [in inneren Brandwänden] müssen feuerbeständige, dicht- und selbstschließende Abschlüsse haben.
- § 35 Abs. 6 S. 1 Nr. 3 MBO: In notwendigen Treppenräumen müssen Öffnungen zu sonstigen Räumen und Nutzungseinheiten mindestens dicht- und selbstschließende Abschlüsse haben.
- § 36 Abs. 4 S. 4 MBO: Türen in [den Wänden notwendiger Flure] müssen dicht schließen; Öffnungen zu Lagerbereichen im Kellergeschoss müssen feuerhemmende, dicht- und selbstschließende Abschlüsse haben.
- § 45 Nr. 2 MBO: Feste Abfallstoffe dürfen innerhalb von Gebäuden vorübergehend aufbewahrt werden, in Gebäuden der Gebäudeklassen 3 bis 5 jedoch nur, wenn die dafür bestimmten Räume [...] Öffnungen vom Gebäudeinnern zum Aufstellraum mit feuerhemmenden, dicht und selbstschließenden Abschlüssen haben.

## Bezeichnung
- Rauchschutztür (RS), einflügelig (1) Tür DIN 18095 – RS-1
- Rauchschutztür (RS), zweiflügelig (2) Tür DIN 18095 – RS-2

## Anforderungen

### Schließmittel und Feststellanlagen bei Rauchschutztüren
Rauchschutztüren müssen selbständig schließen. Bei den Rauchschutztüren sind Türschließer nach DIN 18263 zu verwenden. Das selbständige Schließen einer Rauchschutztür darf außerhalb des Brandfalles nur mit Hilfe von Feststellanlagen behindert werden, deren Brauchbarkeit in Form eines Verwendbarkeitsnachweises (abP, abZ, ZiE) nachgewiesen ist.

### Kennzeichnungsschild
Rauchschutztüren sind mit einem Kennzeichnungsschild – Rauchschutz DIN 18095 – zu versehen. Der Betreiber ist für den einwandfreien Zustand der Rauchschutztür verantwortlich.

### Sonstige Anforderungen
Rauchschutztüren in allgemeinen zugänglichen Fluren, die als Rettungswege dienen, dürfen keine unteren Anschläge und keine Schwellen haben.

## Prüfung
Rauchschutztüren werden von der Öffnungs- und Schließfläche an der größten geforderten Tür auf Dichtigkeit geprüft. Die Dichtigkeitsprüfung bei Rauchschutztüren erfolgt an einer betriebsbereiten und fachgerecht eingebauten Rauchschutztür.

## Gütesicherung
Jede Rauchschutztür erhält ein Kennzeichnungsschild (Rauchschutztür) und wird mit einer Werksbescheinigung geliefert.
Beschläge, Drückergarnituren, Schlösser und andere Schließmittel dürfen nur verwendet werden, wenn für diese Bauprodukte ein Verwendbarkeitsnachweis – ein allgemeines bauaufsichtliches Prüfzeugnis oder eine allgemeine bauaufsichtliche Zulassung – vorliegt und die Einbauvorschriften für Rauchschutztüren beachtet werden.

## Nachgerüstete Rauchschutztür
Mittels geeigneter Nachrüstsysteme ist es mittlerweile möglich, an bestehenden Feuerschutzabschlüssen eine Rauchschutzfunktion nachzurüsten. Diese geprüften Systeme erreichen die von der DIN 18095 geforderte Rauchdichtigkeit. Durch dieses Verfahren können die Rauchschutzeigenschaften von bestehenden Türen verbessert werden. Der Einsatz ist aber im Vorfeld mit der zuständigen Bauaufsichtsbehörde abzustimmen.